# Occitanie País Nòstre
Pour les articles homonymes, voir OPN.
Occitanie País Nòstre (Occitània País Nòstre en graphie occitane - en français : « Occitanie Notre pays ») est un mouvement régionaliste occitan.
Il est issu de l'union en 2019 de l'association « País Nòstre », créée en 1999 et du mouvement « Bastir ! » né en 2013 en préparation des élections municipales de 2014, avant de se structurer à la suite de l'action menée pour le changement de nom de la région Occitanie. Occitanie País Nòstre se présente parfois aux élections avec l'étiquette « Bastir Occitanie ».

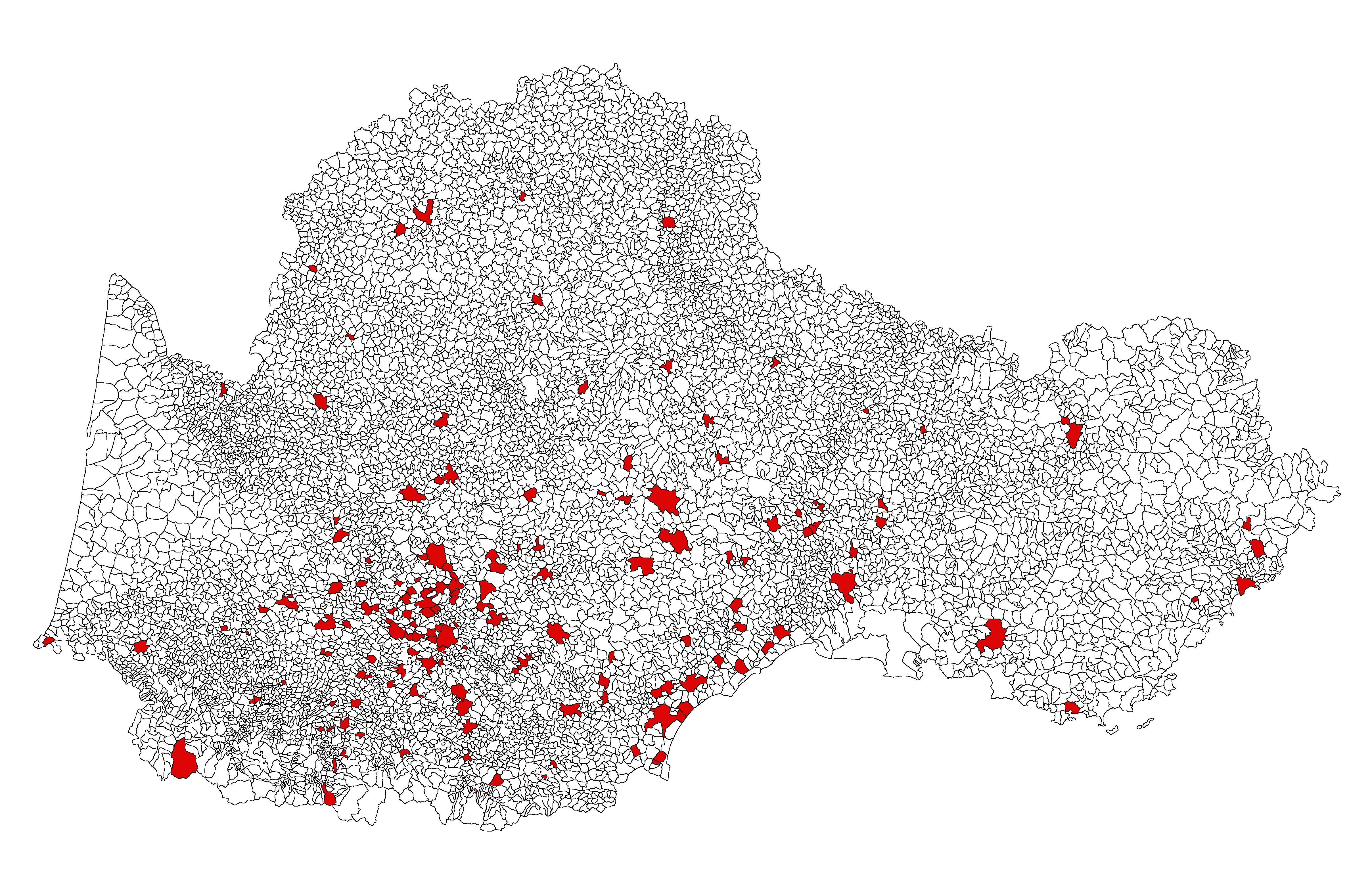
Le réseau (« comitats ») de Occitanie País Nòstre dans la Grande Occitanie au 1er mars 2021.

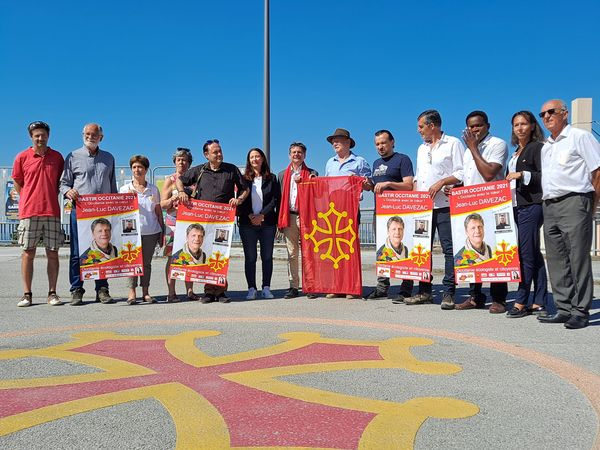
Occitanie País Nòstre durant la campagne des régionales « Bastir Occitanie 2021 » à Puylaurens (81).

## Histoire

### 2014
Au moment des élections municipales de 2014, l'association « País Nòstre » s'intègre dans la plateforme occitaniste « Bastir ! »,,,,.

### 2015
Lors des élections départementales de 2015 dans le Gers, le parti soutient le groupe Libres et Indépendants pour le Gers,. Le parti s'engage pour les élections régionales de 2015 sur les listes Le Bien Commun dans les 13 départements de la région Occitanie.
À la suite de ces élections, les membres du groupe se mobilisent pour le choix du nom de la région. Les sympathisants investissent le terrain pour convaincre les citoyens de la région de voter Occitanie ou Occitanie - Pays catalan. Finalement, la récompense des efforts du groupe a été l'adoption successive par le Conseil Régional, le gouvernement et le Conseil d'État du nom Occitanie. À la suite de la réussite de cette action, des personnes de toute la région ont désiré rejoindre le groupe. Donc, durant le weekend du 14 au 16 octobre 2016, le colloque à L'Isle-Jourdain acte de cette implantation régionale et créé officiellement l'association « Bastir Occitanie ».
Au cours de l'année 2015, « Bastir Occitanie » a aussi participé à une série de forums organisé par « País Nòstre » sur l'économie régionale,,,,,,.

### 2019
Au mois de septembre 2019, lors de son assemblée générale à Narbonne, l'association « País Nòstre » déclare vouloir aussi collaborer avec les groupes PNO et MGO au sein du mouvement occitan en prévision de l'échéance des élections municipales à venir. C'est peu après (novembre 2019) que Occitanie País Nòstre devient le nom du mouvement.

### 2020
Lors des élections municipales de 2020 Occitanie País Nòstre a labellisé 50 listes avec des candidats présents dans la quasi-totalité de l'Occitanie.
L’association soutient le projet de LGV en région Occitanie.
Fin 2020, le parti déclare avoir un réseau de 200 comitats repartis dans 40 départements français, et être présent dans d'autres territoires européens.

### 2021
Le 31 mars 2021, Occitanie écologiste et citoyenne annonce sa candidature « Bastir Occitanie » aux élections régionales, avec le soutien de Occitanie País Nòstre, du PNO, du Parti républicain solidariste (PRS), de Démocratie éco-citoyenne (DEC), de l'association MGO et de Résistons, parti de Jean Lassalle. Ses grandes orientations sont le soutien à une économie de proximité, la promotion de la culture du Pays occitan (langue, gastronomie, terroirs), la reconnaissance de la spécificité catalane.
Au cours du congrès du 5 décembre 2021 a lieu l'élection du nouveau conseil d’administration de Occitanie País Nòstre. Le mouvement opte pour une coprésidence partagée entre Claire Daugé et Stéphane Albert.

### 2022
Le 1er juin 2022, Bastir Occitanie dévoile 14 candidatures pour les élections législatives, 13 en Occitanie et une à Paris. En plus de ces candidats officiels estampillés « Bastir Occitanie », le label « País Nòstre » est aussi attribué en Occitanie à trois candidatures de « Résistons », le parti de Jean Lassalle,.

### 2024
Aux élections législatives de 2024, dans la foulée de 2022, Bastir Occitanie a présenté 7 candidatures en Occitanie.

## Positionnement politique

### Slogan
Le slogan du mouvement Occitanie País Nòstre est Paratge e Convivéncia, ce qui peut se traduire en occitan par partage et convivialité, plutôt dans le sens de respect et coexistence.

## Résultats électoraux

### Élections au Conseil Régional d'Occitanie
| Année | Tête de liste    | Voix   | %     | Rang | Mandats | Statut         |
| ----- | ---------------- | ------ | ----- | ---- | ------- | -------------- |
| 2021  | Jean-Luc Davezac | 11 510 | 0,76% | 8e   | 0 / 158 | Non-représenté |

## Galerie

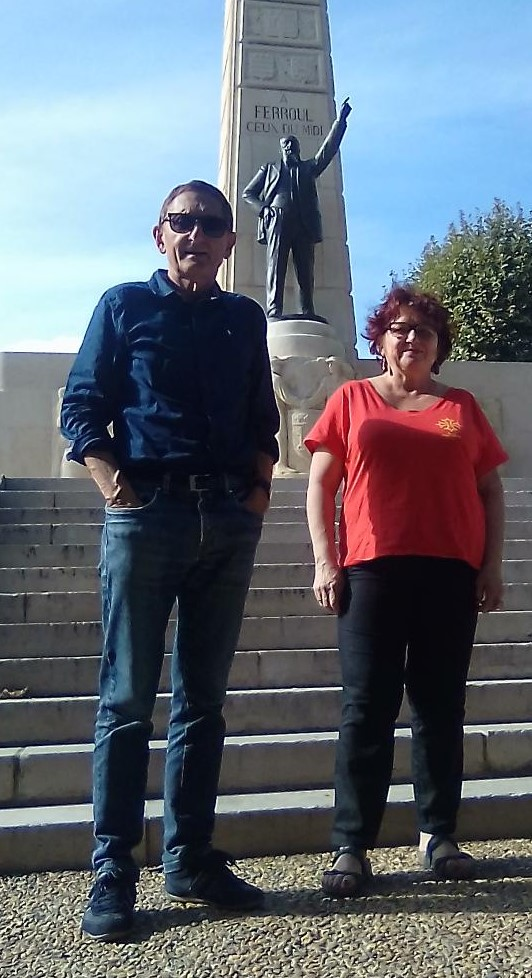
Jean-Pierre Laval (à gauche), fondateur de "País Nòstre" à Narbonne.
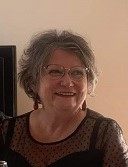
Claire Daugé, coprésidente de Occitanie País Nòstre.
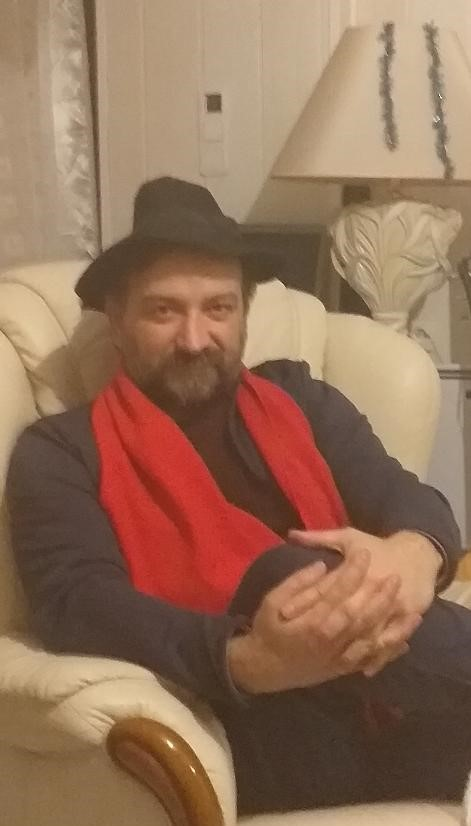
Stéphane Albert, coprésident de Occitanie País Nòstre.